# Duilio Arigoni
Duilio Arigoni (Lugano, 6 de dezembro de 1928 — 10 de junho de 2020) foi um químico suíço.
Morreu em 10 de junho de 2020, aos 91 anos.